# الی شوراکی
الی شوراکی (فرانسوی: Élie Chouraqui‎؛ زادهٔ ۳ ژوئیهٔ ۱۹۵۰) یک کارگردان اهل فرانسه است.
نام خانوادگی او عربی یهودی و به معنی فردی است که از شرق می‌آید.